# Донское (Крым)
Донско́е (до 1948 года Кернеу́ч; укр. Донське, крымскотат. Beş Terek, Беш Терек) — село в Симферопольском районе Крыма (согласно административно-территориальному делению Украины входит в Донской сельский совет Автономной Республики Крым, согласно административно-территориальному делению РФ — центр Донского сельского поселения Республики Крым).

## Население
| 2001 | 2014  |
| ---- | ----- |
| 1939 | ↗1997 |

Всеукраинская перепись 2001 года показала следующее распределение по носителям языка
| Язык             | Процент |
| ---------------- | ------- |
| русский          | 81,95   |
| крымскотатарский | 8,05    |
| украинский       | 8,97    |
| другие           | 0,25    |

### Динамика численности
| - 1805 год — 133 чел. - 1864 год — 4 чел. - 1887 год — 91 чел. - 1915 год — 56/9 чел. - 1926 год — 143 чел. - 1939 год — 281 чел. | - 1950 год — 953 чел. - 1974 год — 982 чел. - 1989 год — 1924 чел. - 2001 год — 1939 чел. - 2009 год — 1948 чел. - 2014 год — 1997 чел. |

## Современное состояние

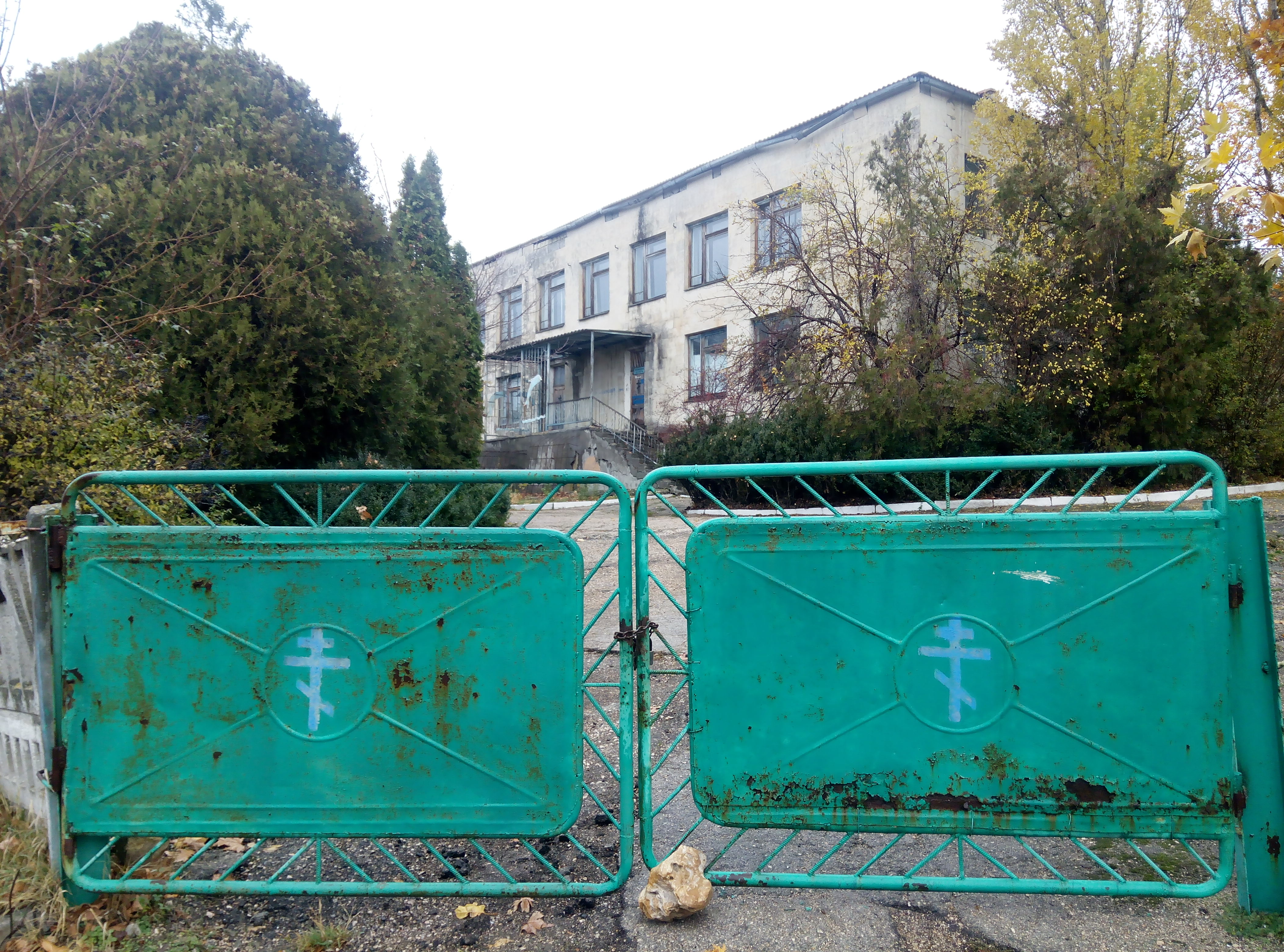
Центральный вход в церковь в Донском

В Донском, на 2015 год, двенадцать улиц, площадь, приписанная к селу, 10000 гектаров, на которой в 660 дворах, по данным сельсовета на 2009 год, числилось 1948 жителей. В селе действует муниципальное бюджетное общеобразовательное учреждение
«Донская школа», сельская амбулатория, имеется церковь иконы Божией Матери «Донская», работает промышленный плодопитомник, есть магазины Крымпотребсоюза. Донское связано автобусным сообщением с Симферополем.

## География
Село Донское расположено на востоке района, примерно в 15 километрах (по шоссе) от Симферополя (там же ближайшая железнодорожная станция Симферополь), к северу от шоссе 35К-003 Симферополь — Феодосия (по украинской классификации P-23). Донское находится в предгорной части Крыма, в долине реки Бештерек, высота центра села над уровнем моря 275 м. Соседние сёла: выше по долине Бештерека Мазанка и ниже — Спокойное, оба примерно в 1 километре.

## История

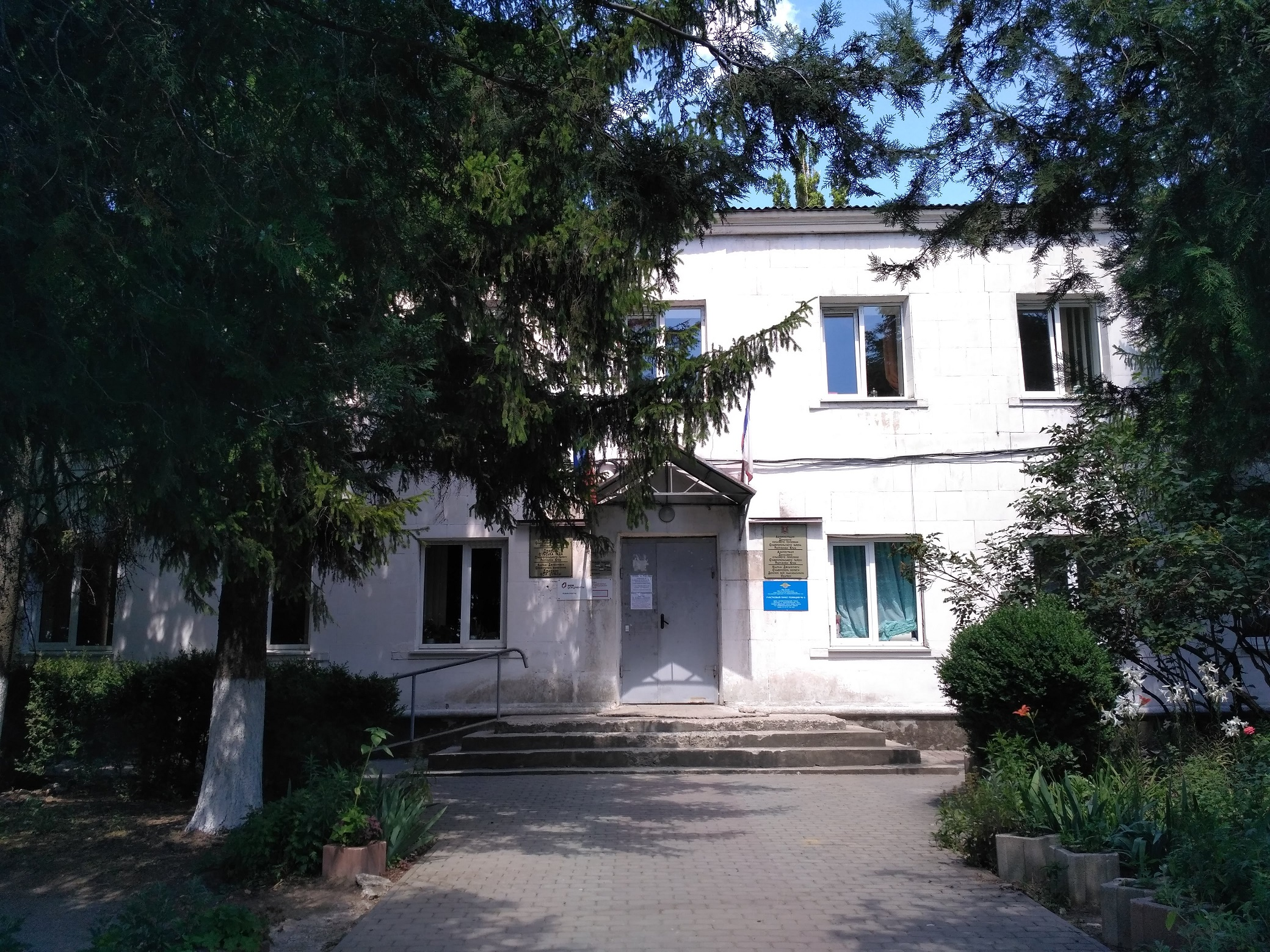
Здание совета, с. Донское, ул. Комсомольская, д. 146 а

Первое документальное упоминание села встречается в Камеральном Описании Крыма… 1784 года, судя по которому, в последний период Крымского ханства Кернеуч (записано как Керневич) входил в Ашага Ичкийский кадылык Акмечетского каймаканства. После присоединения Крыма к России (8) 19 апреля 1783 года, (8) 19 февраля 1784 года, именным указом Екатерины II сенату, на территории бывшего Крымского Ханства была образована Таврическая область и деревня была приписана к Симферопольскому уезду. После Павловских реформ, с 1796 по 1802 год, входила в Акмечетский уезд Новороссийской губернии. По новому административному делению, после создания 8 (20) октября 1802 года Таврической губернии, Кернеуч был включён в состав Кадыкойскои волости Симферопольского уезда.
По Ведомости о всех селениях в Симферопольском уезде состоящих с показанием в которой волости сколько числом дворов и душ… от 9 октября 1805 года, в деревне Керлеут числилось 25 дворов и 133 жителя, исключительно крымских татар, на военно-топографической карте генерал-майора Мухина 1817 года обозначен Кирнеуч с 19 дворами.
После реформы волостного деления 1829 года Кернеуч отнесли к Сарабузской волости. На карте 1836 года в деревне 20 дворов, а на карте 1842 года в Кенеуче обозначено 34 двора.
В результате земской реформы Александра II 1860-х годов административно-территориальное деление было изменено и, деревня была отнесена к Зуйской волости.
В «Списке населённых мест Таврической губернии по сведениям 1864 года», составленном по результатам VIII ревизии 1864 года, Кернеуч — татарская деревня с 1 двором, 4 жителями и мечетью при речке Бештереке. Согласно «Памятной книжке Таврической губернии за 1867 год», деревня Кернеуч была покинута жителями в 1860—1864 годах, в результате эмиграции крымских татар, особенно массовой после Крымской войны 1853—1856 годов, в Турцию и оставалась в развалинах, а на трехверстовой карте 1865—1876 года в деревне уже почему-то 20 дворов.
По «Памятной книге Таврической губернии 1889 года», составленной по результатам Х ревизии 1887 года, Корнаут — деревня с 15 дворами и 91 жителем.
После земской реформы 1890 года, селение отнесли к Табулдинской волости. В 1899 году в селении действовал кирпично-черепичный завод, принадлежавший статскому советнику Александру Михайловичу Соловейчик. В статистических документах название встречается только в Статистическом справочнике Таврической губернии 1915 года, согласно которому в деревне Кернеус Табулдинской волости Симферопольского уезда числилось 6 дворов с русским населением в количестве 56 человек приписных жителей и 9 — «посторонних», из которых 31 мужчина и 41 женщина. Жители владели 450 десятинами земли. В хозяйствах имелось 48 лошадей, 20 волов, 12 коров и 24 головы мелкого скота.
После установления в Крыму Советской власти, по постановлению Крымревкома от 8 января 1921 года была упразднена волостная система и село включили в состав вновь созданного Сарабузского района Симферопольского уезда, а в 1922 году уезды получили название округов. 11 октября 1923 года, согласно постановлению ВЦИК, в административное деление Крымской АССР были внесены изменения, в результате которых был ликвидирован Сарабузский район и образован Симферопольский и село включили в его состав. Согласно Списку населённых пунктов Крымской АССР по Всесоюзной переписи 17 декабря 1926 года, в селе Кернеуч, Осминского сельсовета Симферопольского района, числилось 23 двора, все крестьянские, население составляло 143 человека, все русские, действовала русская школа. В 1930 году в Кернеуче был образован колхоз «Ветеран». С созданием 22 февраля 1937 года Зуйского района Кернеуч отнесли в его состав, в состав Киркского, переименованного в 1945 году в Краснокрымский, сельсовета. По данным всесоюзная перепись населения 1939 года в селе проживал 281 человек.

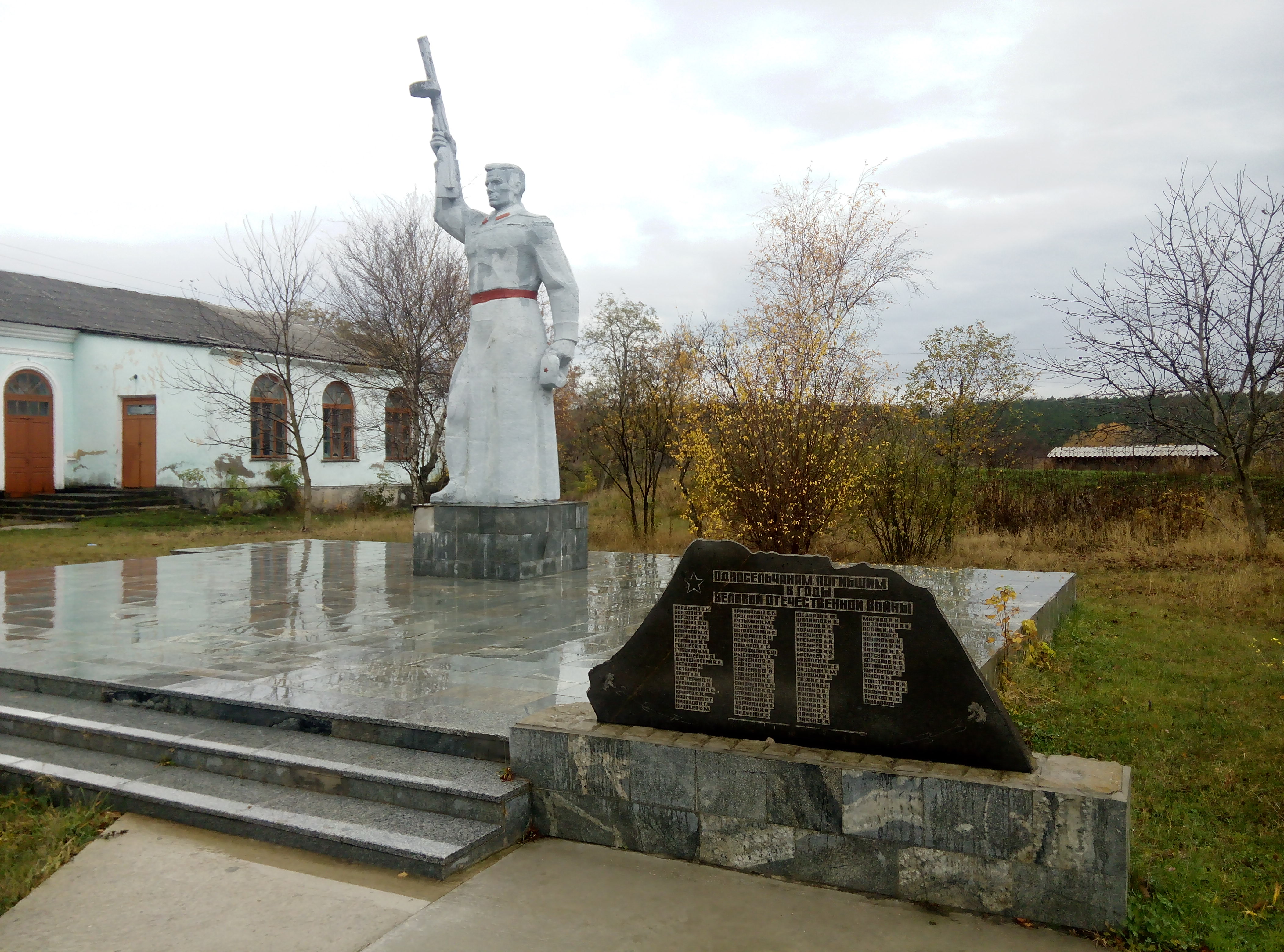
Памятник погибшим в ВОВ

В 1944 году, после освобождения Крыма от фашистов, 12 августа 1944 года было принято постановление № ГОКО-6372с «О переселении колхозников в районы Крыма» и в сентябре 1944 года в район приехали первые новоселы (212 семей) из Ростовской, Киевской и Тамбовской областей, а в начале 1950-х годов последовала вторая волна переселенцев из различных областей Украины. С 25 июня 1946 года Кернеуч в составе Крымской области РСФСР. 18 мая 1948 года указом Президиума Верховного Совета РСФСР Кернеуч переименовали в деревню Донская, статус села, видимо, был присвоен позже. В 1953 году в Донское переселились жители села Погорельцы из Черниговской области, население на тот год составило 953 человека. 26 апреля 1954 года Крымская область была передана из состава РСФСР в состав УССР. После упразднения Зуйского района 24 сентября 1959 года, село включили опять в состав Симферопольского. Решением Крымоблисполкома от 27 июля 1962 года № 784, Краснокрымский сельсовет переименован в Донской, а село определили его центром. Указом Президиума Верховного Совета УССР «Об укрупнении сельских районов Крымской области», от 30 декабря 1962 года Симферопольский район был упразднён и село присоединили к Белогорскому. 1 января 1965 года, указом Президиума ВС УССР «О внесении изменений в административное районирование УССР — по Крымской области», вновь включили в состав Симферопольского. В период с 1954 по 1968 годы к селу присоединили Новую Мазанку. На 1974 год в Донском числилось 982 жителя. В период с 1968 по 1977 год к Донскому присоединили село Красный Крым. По данным переписи 1989 года в селе проживало 1924 человека. С 12 февраля 1991 года село в восстановленной Крымской АССР, 26 февраля 1992 года переименованной в Автономную Республику Крым. С 21 марта 2014 года в составе Крыма аннексировано Россией.